# Nemesis (Asimov)
Nemesis (pt-br: Nêmesis) é um livro de ficção científica de Isaac Asimov, publicado em 1989. Foi um de seus últimos romances, publicado em 1989, apenas três anos antes de sua morte. O romance é vagamente relacionado com a história futura, em que o autor tenta integrar a sua produção de ficção científica com romances do começo e do fim de sua carreira, incluindo inteligência não-humana, planetas sensoriais (Erythro) e motores de rotor (Viagem Fantástica II - Rumo ao Cérebro).
O livro narra um tempo no futuro da humanidade, onde devido a falta de espaço no planeta Terra, mas ainda sem um motor capaz de viajar a velocidades maiores que a luz, a humanidade começa a construir colônias no espaço, em órbita da Terra e do Sol.

## Resumo do enredo
O livro começa com Marlene, uma menina habitante de uma colônia espacial, que tem um dom muito especial, pois é capaz de adivinhar o que as pessoas pensam apenas pela expressão corporal, tom de voz e outros pequenos indícios, geralmente imperceptíveis aos seres humanos normais.
O romance se passa na era em que a viagem interestelar está no processo de ser descoberta e aperfeiçoada. Antes da abertura do romance, a tecnologia que permite viajar a uma velocidade um pouco menor que a velocidade da luz, "hiper-assistência", é usada para mover a reclusa estação espacial colônia chamada Rotor, a partir da vizinhança da Terra até a recente descoberta anã vermelha, Nemesis. Lá, ela ocupa a órbita ao redor da semi-habitável lua de Erythro, nomeada assim pela luz vermelha que emana dela.
Eventualmente, é descoberto que a vida bacteriana em Erythro forma um organismo coletivo que possui uma forma de consciência e telepatia (um conceito similar de Gaia na série da Fundação). Enquanto os colonizadores discutem sobre que direção tomar no futuro da colonização — em Erythro, ou no cinturão de asteroides do sistema de Nemesis — os eventos alcançam eles. De volta à Terra, voos superluminais (mais rápidos que a luz) são aperfeiçoados, acabando com a isolamento da colônia de Rotor e abrindo a galáxia para à exploração humana.
A história também relata a separação e reunião de uma família (a mãe, a descoberta de Nemesis, e a filha que foi separada do pai ligado à Terra quando a colônia parte; o pai, que como resultado, se torna parte da pesquisa do projeto de hyperjump); a surpreendente descoberta dos habitantes bacterianos de Erythro, que, coletivamente, constituem um sensorial e telepático organismo; e a descoberta e resolução de uma crise massiva: a trajetória de Nemesis ameaça desestabilizar gravitacionalmente o sistema solar.

## Personagens
- Eugenia Insigna Fisher, da colônia dominada pela Euro, Rotor. Astrônoma do Projeto Far Probe. Descobridora de Nemesis
- Crile Fisher, um coletor (operador de espionagem tecnológica) da Terra
- Marlene Fisher, a filha caseira de Crile e Eugenia
- Dr. Janus Pitt, Comissário de Rotor, etnicamente intolerante em favor dos Euros
- Siever Genarr, o caseiro chefe do Domo de Erythro
- Ranay D'Aubisson, chefe neuro-cirurgião do Domo de Erythro
- Tessa Anita Wendel, da Colônia de Adelia, chefe fisicista da Teoria Superluminal (mais rápido que a luz)
- Kattimoro Tanayama, Diretor de Inteligência da Terra
- Igor Koropatsky, sucessor de Tanayama após usa morte
- Aurinel Pampas, um rapaz de 17 anos, atraente, de quem Marlene se apaixona.